# 白汝珊
白汝珊是中國電視公司（中視）1999年退休導播，被譽為「台灣最美麗的女導播」。
她擔任中視綜藝節目《飛揚的音符》導播期間，以重疊畫面或刻意經營的鏡位擺設，使舞者或伴奏樂師在螢幕上獲致與歌者相同地位的尊重，也豐富了節目的欣賞角度。她擔任中視綜藝節目《歡樂一百點》導播長達六年，善用中國電視大廈第一攝影棚的資源，親自操盤《歡樂一百點》的美術、燈光與運鏡，以創新手法為歌星設計與拍攝歌唱場景，使《歡樂一百點》把這三方面相對簡陋的中華電視公司（華視）綜藝節目《雙星報喜》比了下去。她擔任中視社教節目《女人女人》導播期間，錄製歌唱單元〈精緻歌曲〉時，對該單元的要求格外嚴格，曾經為了錄一首歌而耗費一個下午。
2000年，她擔任李敖主持的臺灣電視公司（台視）脫口秀節目《李敖TALK秀》導播。2002年，她與其夫在上海買了中凱城市之光第2期，定居上海，希望在上海開始第二次事業的高峰；同年6月，她說，她不認為自己美麗，因為大部分從事藝術工作的女人多半是不修邊幅，而她覺得基本修飾是禮貌，所以她才會有「台灣最美麗的女導播」這個頭銜。2009年，她擔任公共電視文化事業基金會（公視）親子談話性節目《爸媽囧很大》導播，這是她定居上海後首次擔任台灣電視節目導播。2018年，她擔任華視綜藝節目《綜藝菲常讚》導播，入圍第53屆金鐘獎電視金鐘獎非戲劇類節目導播獎。

## 作品
| 年度 | 頻道                   | 節目                                                               | 備註                     |
|      | 中視                   | 綜藝節目《歡樂假期》                                               | 助理導播、導播           |
|      | 中視                   | 綜藝節目《蓬萊仙島》                                               | 助理導播                 |
|      | 中視                   | 綜藝節目《你愛周末》                                               | 助理導播                 |
|      | 中視                   | 綜藝節目《一道彩虹》                                               | 助理導播                 |
|      | 中視                   | 1980年鳳飛飛電視專輯《鳳飛飛專輯》                                 | 助理導播                 |
|      | 中視                   | 中視與臺北市政府主辦1980年殘障年愛心義演會《中視演藝人員慈善晚會》 | 與蘇倩金共同擔任助理導播 |
|      | 中視                   | 1983年連續劇《大地兒女》                                           | 助理導播                 |
|      | 中視                   | 1984年連續劇《降龍羅漢》                                           | 助理導播                 |
|      | 中視                   | 綜藝節目《飛上彩虹》                                               | 助理導播                 |
|      | 中視                   | 綜藝節目《黃金拍檔》                                               | 助理導播                 |
|      | 中視                   | 綜藝節目《飛揚的音符》                                             | 導播                     |
|      | 中視                   | 1989年特別節目《神仙、老虎、狗》                                   | 導播                     |
|      | 中視                   | 綜藝節目《歡樂一百點》                                             | 導播                     |
|      | 中視                   | 音樂節目《夜來香》                                                 | 導播                     |
|      | 中視                   | 社教節目《女人女人》                                               | 導播                     |
|      | 中視                   | 綜藝節目《香蕉新樂園》                                             | 導播                     |
|      | 中視                   | 綜藝節目《我猜我猜我猜猜猜》                                       | 導播                     |
|      | 中視                   | 綜藝節目《天才Bang!Bang!Bang!》                                    | 導播                     |
|      | 中視                   | 劉德華賀歲電視演唱會《華仔拜年》                                   | 導播                     |
|      | 華視                   | 綜藝節目《綜藝菲常讚》                                             | 導播                     |
|      | 台視                   | 李敖脫口秀節目《李敖TALK秀》                                       | 導播                     |
|      | 公視                   | 親子談話性節目《爸媽囧很大》                                       | 導播                     |
|      | 公視                   | 夫妻談話性節目《愛的萬物論》                                       | 導播                     |
|      | Channel [V]            | 《校園SUPERMAN》                                                   | 導播                     |
|      | 上海電視台生活時尚頻道 | 愛情談話性節目《大話愛情》                                         | 總監製兼總導演           |
|      | 上海東方電視台文藝頻道 | 《新評頭論足》                                                     | 導播                     |

## 獎項
| 年份   | 獲提名 | 獎項                            | 結果 |
| ------ | ------ | ------------------------------- | ---- |
| 2018年 | 白汝珊 | 第53屆金鐘獎 非戲劇類節目導播獎 | 提名 |